# Zomer op Dennendal
Zomer op Dennendal is een reallifesoap welke werd uitgezonden door de regionale televisiezender Regio TV Utrecht.
In het programma werden de bewoners (met een verstandelijke handicap) van Bomenhof 3 op het terrein van Dennendal in Den Dolder de zomer van 2004 gevolgd. Met een kerstdiner werd de opnameperiode afgesloten. Door de uitzendingen worden veel van de bewoners herkend buiten op straat.
De titelsong 'Zomer op Dennendal' is ingezongen door Anja Weber.